# Pjelovci
Pjelovci je naseljeno mjesto u općini Foči, Republika Srpska, BiH. Nalazi se blizu granice s Crnom Gorom, sjeverno od rijeke Tare. U susjedstvu su Zlatni Bor, Homar, Zavat, Dikanj Vakuf i Grdijevići.
Godine 1950. pripojeno mu je naselje Homar (Sl. list NRBiH 10/50). 
Godine 1962. pripojeni su naselju Grđevićima  (Sl. list NRBiH 47/62).

## Stanovništvo
| Narod     | Popis 1961. |
| --------- | ----------- |
| Hrvati    |             |
| Muslimani | 43          |
| Srbi      | 33          |
| ostali    | 1           |
| Ukupno    | 77          |